# Henry Kamm
Henry Kamm (* 3. Juni 1925 in Breslau; † 9. Juli 2023 in Paris) war ein deutsch-amerikanischer Journalist, Gewinner des George Polk Awards (1969) und des Pulitzer-Preises (1978).

## Leben
Henry Kamm wurde 1925 als Hans Kamm in Breslau in einer jüdischen Familie geboren. Seine Eltern waren Rudolf und Paula Kamm geb. Wischnewski. Sie stammten aus einfachen Verhältnissen und waren Kommunisten. Er wuchs fließend Deutsch und Polnisch sprechend auf. Zuerst besuchte er eine progressive Sammelschule, die 1933 geschlossen wurde. Dann musste er zu einer jüdischen Schule wechseln. Nach den Pogromen im November 1938 wurde Kamms Vater im November 1938 verhaftet und ins Konzentrationslager Buchenwald deportiert. Als er einige Monate später unter der Bedingung frei kam, Deutschland zu verlassen, floh er nach Großbritannien und begab sich später in die Vereinigten Staaten. 
Nach langem, bangen Warten auf Visa in Breslau durchquerten Hans und seine Mutter Europa im Januar 1941 in einem versiegelten Zug nach Portugal und erreichten von Lissabon aus auf einem portugiesischen Frachter New York. Hans Kamm wurde US-Amerikaner und änderte seinen Namen in Henry Kamm. Kamm wuchs im Stadtteil Washington Heights von Manhattan auf, wo er die George Washington High School abschloss. 1943 wurde er unter dem Namen Henry Kamm als amerikanischer Staatsbürger eingebürgert.
Mit 18 Jahren meldete er sich 1944 zur Armee und kämpfte in Belgien und Frankreich, wo er Französisch lernte. Nach Kriegsende wurde er als Dolmetscher der Verteidigung bei den Dachauer Prozessen gegen mutmaßliche NS-Kriegsverbrecher eingesetzt. Allerdings verkraftete er diese Arbeit schwer; nach einer Woche beendete er seine Teilnahme und verließ Deutschland.
1946 kehrte Kamm nach New York zurück und erwarb drei Jahre später einen Bachelor-Abschluss an der City University of New York. Er wurde in die Studentische Vereinigung Phi Beta Kappa aufgenommen. Als Journalist arbeitete er für die New York Times, der er ab 1949 angehörte. Er berichtete unter anderem aus Frankreich (1960–61, 1971–77), Polen (1966–67), der Sowjetunion (1967–71), Japan (1977), Thailand und Afghanistan. Seine Reportagen wurden mit dem George Polk Award (1969) in der Kategorie Foreign Reporting und dem Pulitzer-Preis (1978) für seine Berichterstattung über die Not der Flüchtlinge aus Indochina ausgezeichnet.
Seine frühe Erfahrung von Entrechtung und erzwungener Emigration habe seine 47-jährige Karriere bei der Times stark beeinflusst, sagte sein Sohn Thomas Kamm, ein ehemaliger Korrespondent des Wall Street Journal, 2017: „Es erklärt das Interesse, das er während seiner gesamten journalistischen Tätigkeit für Flüchtlinge, Dissidenten, Menschen ohne Stimme und Unterdrückte zeigte.“
Im Jahr 1950 heiratete Kamm Barbara Lifton. Sie hatten drei Kinder (Alison, Thomas und Nicholas).
In den 1960er Jahren kam er wieder öfter nach Deutschland, etwa um Willy Brandt zu interviewen. Er berichtete aus Osteuropa über den Widerstand gegen die kommunistischen Regimes und zählte Václav Havel, Jiří Dienstbier und Stefan Heym zu seinen Freunden.
In seinem Ruhestand lebte Kamm überwiegend in Frankreich. Am 18. November 2018 erhielt er erneut die deutsche Staatsbürgerschaft. Erstmals nahm er an der deutschen Bundestagswahl 2021 teil.
Kamm starb am 9. Juli 2023 im Alter von 98 Jahren in Paris.

## Schriften
- Dragon Ascending: Vietnam and the Vietnamese. Arcade Publishing, 1996. ISBN 1-55970-306-7[9]
- Cambodia: Report from a Stricken Land. Arcade Publishing, 1998. ISBN 1-55970-433-0[9]